# 中国建筑第六工程局
中国建筑第六工程局有限公司（英語：China Construction Sixth Engineering Division Corp, LTD，简称中建六局），原为中国建筑第六工程局，成立于1987年4月27日，由原中国人民解放军20兵团后勤部和中国人民解放军建筑工程二师合并改编而成。1980年10月经国务院批准，组建为国家建工总局第六工程局。2007年12月12日改制为有限责任公司。注册地址为天津市滨海新区杭州道72号，主营业务为房屋建筑工程施工总承包、公路工程施工总承包、钢结构工程专业承包、桥梁工程专业承包、公路路面工程专业承包、市政公用工程施工总承包、机电设备安装工程专业承包等，主要生产经营地在中国境内。

## 历史
中国建筑第六工程局有限公司源自于1950年10月的中国人民解放军第20兵团，经过抗美援朝，由建筑二师等部队组成建工部包头工程局，上世纪六十年代更名建工部华北工程管理局、建工部第八工程局、102工程指挥部。
1972年组编为湖北省建委第一建筑工程局，1976年8月，支援唐山大地震震后重建。1980年10月，经国务院批准，以湖北省第一建工局支援天津市建设指挥部为基础，组建国家建工总局第六工程局。1982年6月，划归为新组建的中国建筑工程总公司，更名为中国建筑第六工程局。